# Équipe cycliste Mouloudia Club d'Oran
 (novembre 2010).
Si vous disposez d'ouvrages ou d'articles de référence ou si vous connaissez des sites web de qualité traitant du thème abordé ici, merci de compléter l'article en donnant les références utiles à sa vérifiabilité et en les liant à la section « Notes et références ».
Cet article concerne la section cyclisme du Mouloudia Club d'Oran. Pour les autres sections, voir MC Oran (homonymie).
La section Cyclisme est l'une des sections du club omnisports du Mouloudia Club d'Oran. Association du Mouloudia d’Oran.

## Grands coureurs du passé
Il y a eu plusieurs grands coureurs dans l'histoire du MC Oran.
- Lakhdar Brahim
- Abdelkader Merabet
- Bachir Fali
- Mohamed Allal

## Présidents
Présidents du MC Oran de la section Cyclisme :
- 1946 : Mahmoud Sayah Miloud Bendraou dit Miloud Bendraou Al Mahaji, premier président de la section Cyclisme et membre fondateur de l'Association.